# ジョー・ボナマッサ
ジョー・ボナマッサ（Joe Bonamassa、1977年5月8日-）は、アメリカ合衆国ニューヨーク州ユーティカ出身のギタリスト、シンガーソングライターである。

## 来歴
11歳の頃、カントリー・ミュージシャンのダニー・ガットンの下で、カントリーやジャズ、ハードロックについて学び、度々ガットンのバンドにも加わっていった。翌年にはB.B.キングの前座を務めるようにもなった。14歳になって、フェンダーギターのイベントに参加して、その時にベリー・オークリー・ジュニアと出会った。ボナマッサとオークリーは、マイルス・デイヴィスの息子であるエリンと、ロビー・クリーガーの息子であるウェイロンを誘って、ブラッドラインを結成した。彼らはアルバム1作とヒット・シングルを2作発売し、すぐに解散した。
2000年に、トム・ダウドによるプロデュースの下、ア・ニュー・デイ・イエスタデイと共にソロデビューを果たした。すぐに、ドラマーのケニー・クラーム、及びベーシストのエリック・ザー共に、プロモーションツアーを行った。
ツアーを終えると、すぐに2作目のアルバム『ソー・イッツ・ライク・ザット』をクリフ・マグネスをプロデューサーに迎え、制作に取り掛かる。このアルバムは、前作よりも古いロックの要素を取り入れたこのアルバムは、ビルボードのブルース・チャートでは1位となった。
2003年に発売した3作目の『ブルース・デラックス』は、好意的な評価を得た。この年はアメリカ合衆国議会によってブルースの年と定められており、その事実を支えるために発売された。収録されたうち9曲が古いブルースの曲であり、ボナマッサの自作曲は3作のみであった。前作と同じく、ビルボードのブルース・チャートで1位を得た。
2005年に発売したハトゥ・トゥ・クライ・トゥデイでは、ソー・イッツ・ライク・ザットのような古いロックの要素を改めて取り入れた。2005年後半になり、それまで共にしてきたバンドと決別して、新たにベーシストとしてマーク・エプスタイン、そしてケニー・ウェイン・シェパードのドラマーであったボギー・ボウルズと組んだ。
2006年には、5作目のアルバム『ユー・アンド・ミー』を発売した。このアルバムでは、ジョン・ボーナムの息子であるジェイソン・ボーナムなど、著名なスタジオ・ミュージシャンを数名起用した。ビルボードのブルース・チャートで1位を獲得した。
スロー・ジンは、2007年8月の発売から10週以上に渡って、ビルボードのブルース・チャートに残った。今までのアルバムとは異なり、ここではアコースティック・ギターを使用した楽曲が増えている。この時期には、ツアーバンドのベーシストがカルミネ・ロハスへと変わり、リック・メリックがキーボードとして加わった。彼らは、ユー・アンド・ミーとスロー・ジンの録音にも参加した。
2008年11月9日、イギリスの冠ラジオ番組「ポール・ジョーンズ・ラジオ・アワー」が放送された。番組では、B.B.キング、マディ・ウォーターズ、ロリー・ギャラガー、そしてエリック・クラプトンなどを流した。11月、ボナマッサは翌年5月4日にロイヤル・アルバート・ホールでのコンサートを発表し、チケットは1週間で完売した。彼はこのコンサートを「20年間のキャリア総括」と表現した。
このロイヤル・アルバート・ホールでのコンサートで、ボナマッサは初めて学んだ曲が「ファーザー・オン・アップ・ザ・ロード」であったと話して、エリック・クラプトンと共に演奏した。またボナマッサは、自分の曲をかけてくれた冠番組への讃辞を送り、マンフレッド・マンのメンバーであったポール・ジョーンズが1曲にハーモニカで参加した。ボナマッサはこの日が人生最良の日であるとして、共に過ごした観客へ感謝の念を示した。
2011年3月11日に起こった東日本大震災に伴い、同年5月10日に東京で予定されていたコンサートを中止した。後に9月19日に振替公演が行われた。

## 日本公演
- 2008年

12月16日（火）東京 ヤマハ・アコースティックギター・クリニック
- 2009年

9月12日（土）福岡 Gate's7
9月14日（月）BIG CAT
9月15日（火）東京 ブルース/ロック・ギター・スペシャル・セミナー
9月16日（水）東京 UNIT
- 2010年

4月7日（水）LIQUIDROOM
4月8日（木）BIG CAT
- 2012年

9月19日（水）日本青年館 大ホール

## ディスコグラフィー
邦盤が発売されたのは*の付いた作品のみ。それ以外の作品に公式の邦題は存在しない。
ブラッドライン
- ブラッドライン - Bloodline（1994年）

ジョー・ボナマッサ
- ア・ニューデイ・イエスタデイ - A New Day Yesterday（2000年）
- ソー・イッツ・ライク・ザット - So, It's Like That（2002年）
- ブルース・デラックス - Blues Deluxe（2003年）
- ハトゥ・トゥ・クライ・トゥデイ - Had to Cry Today（2004年）
- ユー・アンド・ミー - You & Me（2006年）
- スロー・ジン - Sloe Gin（2007年）
- ザ・バラード・オブ・ジョン・ヘンリー - The Ballad of John Henry（2009年）
- ブラック・ロック - Black Rock（2010年）
- ダスト・ボウル* - Dust Bowl（2011年）
- ドライビング・タワーズ・ザ・デイライト - Driving Towards the Daylight（2012年）
- ディファレント・シェーズ・オブ・ブルー - Different Shades of Blue（2014年）
- ブルース・オブ・デスパレーション - Blues of Desperation（2016年）
- リデンプション - Redemption（2018年）
- ロイヤル・ティー - Royal Tea（2020年）
- タイム・クロックス - Time Clocks（2021年）
- Blues Deluxe Vol. 2（2023年）
- Breakthrough（2025年）

ライブ・アルバム
- ア・ニューデイ・イエスタデイ ライヴ - A New Day Yesterday, Live（2002年）
- シェパーズ・ブッシュ・エンパイア - Shepherds Bush Empire（2007年）
- ライヴ・フロム・ノーウェア・イン・パティキュラー - Live from Nowhere in Particular（2008年）
- ライヴ・フロム・ザ・ロイヤル・アルバート・ホール - Live from the Royal Albert Hall（2009年）
- ビーコン・シアター: ライブ・フロム・ニューヨーク - Beacon Theatre: Live from New York（2012年）
- アン・アコースティック・イブニング・アット・ウイーン・オペラ・ハウス - An Acoustic Evening at the Vienna Opera House（2013年）
- トゥール・ドゥ・フォルス: ライブ・イン・ロンドン ザ・ボーダーライン - Tour de Force: Live in London – The Borderline（2014年）
- トゥール・ドゥ・フォルス: ライブ・イン・ロンドン シェパーズ・ブッシュ・エンパイア - Tour de Force: Live in London – Shepherd's Bush Empire（2014年）
- トゥール・ドゥ・フォルス: ライブ・イン・ロンドン ハマースミス・アポロ - Tour de Force: Live in London – Hammersmith Apollo（2014年）
- トゥール・ドゥ・フォルス: ライブ・イン・ロンドン ロイヤル・アルバート・ホール - Tour de Force: Live in London – Royal Albert Hall（2014年）
- マディー・ウォルフ・アット・レッド・ロックス - Muddy Wolf At Red Rocks（2015年）
- ライブ・アット・ラジオ・シティ・ミュージック・ホール - Live At Radio City Music Hall（2015年）
- ライブ・アット・ザ・グリーク・シアター - Live At The Greek Theatre（2016年）
- ライブ・アット・カーネギー・ホール: アン・アコースティック・イブニング - Live at Carnegie Hall: An Acoustic Evening（2017年）
- ブリティッシュ・ブルース・エクスプロージョン・ライブ - British Blues Explosion Live（2018年）

コンピレーション
- ザ・ベスト・オブ・ジョー・ボナマッサ* - The Best of Joe Bonamassa（日本のみ）（2009年）

ブラック・カントリー・コミュニオン
- ブラック・カントリー* - Black Country Communion（2010年）
- 2* - Black Country Communion 2（2011年）
- ライヴ・オーヴァー・ヨーロッパ - Live Over Europe（2012年）
- アフターグロウ* - Afterglow（2012年）
- BCCIV - BCCIV（2017年）

ベス・ハート & ジョー・ボナマッサ
- ドント・エクスプレイン - Don't Explain（2011年）
- シーソー - Seesaw（2013年）
- ライブ・イン・アムステルダム - Live in Amsterdam（2014年）
- ブラック・コーヒー - Black Coffee（2018年）

ロック・キャンディ・ファンク・パーティ
- ウィー・ウォント・グルーヴ - We Want Groove（2013年）
- ロック・キャンディ・ファンク・パーティ・テイクス・ニューヨーク: ライブ・アット・イリジウム - Rock Candy Funk Party Takes New York: Live at the Iridium（2014年）
- グルーヴ・イズ・キング - Groove Is King（2015年）
- ザ・グルーヴ・キューブド - The Groove Cubed（2017年）